# براونتون (مینه‌سوتا)
براونتون، مینه‌سوتا (به انگلیسی: Brownton, Minnesota) یک شهر در ایالات متحده آمریکا است که در مینه‌سوتا واقع شده‌است.

## خصوصیات
براونتون ۰٫۹۸ کیلومتر مربع مساحت و ۷۶۲ نفر جمعیت دارد و ۳۱۴ متر بالاتر از سطح دریا واقع شده‌است.